# 8044 Tsuchiyama
8044 Tsuchiyama eller 1994 YT är en asteroid i huvudbältet som upptäcktes den 28 december 1994 av den japanska astronomen Takao Kobayashi vid Ōizumi-observatoriet. Den är uppkallad efter amatörastronomen Yukiko Tsuchiyama.
Asteroiden har en diameter på ungefär 11 kilometer.